# Shortughai
Shortughai était un poste de commerce de la civilisation de l'Indus établi aux alentours de 2000 av. J.-C. sur la rivière Oxus à proximité des mines de lapis-lazuli dans le nord de l'Afghanistan,. Selon Bernard Sergent, « aucune des caractéristiques classiques du complexe culturel harappéen n'y manque ».
La cité consiste en deux collines appelées A et B par les archéologues. L'une d'elles faisait partie intégrante de la cité, l'autre formait la citadelle. Chacune d'elles s'étend sur 2 hectares environ.